# Fuerzas Armadas de la República de China
Las Fuerzas Armadas de la República de China (en chino tradicional, 中華民國國軍; pinyin, Zhōnghuá mínguó guó jūn; FARC), están formadas por el Ejército, la Armada, la Fuerza Aérea, el Cuerpo de Marines y la Policía Militar. El ejército está bajo el control civil del Ministerio de Defensa Nacional, un organismo con rango de gabinete supervisado por el Yuan Legislativo.
Anteriormente conocido como Ejército Nacional Revolucionario, fue rebautizado como Fuerzas Armadas de la República de China en 1947 debido a la aplicación de la recién promulgada Constitución de la República de China. Históricamente también se le denominó Fuerzas Armadas Nacionales Chinas antes del establecimiento de la República Popular China en el territorio continental chino y la pérdida gradual de reconocimiento internacional en la década de 1970 por parte de las Naciones Unidas y muchos países, incluido el estrecho aliado de la República de China, Estados Unidos.
Hasta la década de 1970 y hacia el final de la ley marcial, la misión principal del ejército era que la República de China reconquistara la China continental de manos de la República Popular China (RPC), controlada por los comunistas, mediante campañas como el Proyecto Gloria Nacional. En la actualidad, la misión principal del ejército es la defensa de las islas que permanecen bajo el control de la República de China contra una posible invasión militar del Ejército Popular de Liberación (EPL) de la República Popular China, que se considera la principal amenaza para la República de China en la actual disputa sobre el ambiguo estatus político de Taiwán, que se remonta al final de facto de la guerra civil china en 1949.
La ROCAF tiene una fuerza activa aproximada de entre 169.000 y 180.000 efectivos, y es capaz de movilizar hasta 2,5 millones de reservistas en caso de exigencias nacionales o de guerra a gran escala. También cuenta con una gran reserva de antiguos reclutas, ya que todo ciudadano varón apto de la República de China debe servir un año al alcanzar la edad militar de 18 años.

## Personal
Las fuerzas armadas de la República de China tienen un número de aproximadamente 300.000 efectivos, y las reservas son de 3.870.000 uniformes. El reclutamiento sigue siendo universal para los varones calificados que alcanzan la edad de 18 años. La racionalización de los programas en curso desde 1997 son la combinación de la supresión de instituciones redundantes e ir reduciendo progresivamente el personal militar a 270.000 en 2012. Sin embargo, incluso entonces no habría la formación básica obligatoria para todos los hombres al cumplir los 18. Como el tamaño de la fuerza disminuye, la República de China tiene la intención de ampliar gradualmente el número de soldados voluntarios con el objetivo final de formar una fuerza de carrera de todo personal voluntario.
El cuerpo de oficiales militares de la República de China es generalmente considerado como técnicamente competente, capaz y, en general en perspectiva, proestadounidense, mostrando un alto grado de profesionalismo. Sin embargo, en su conjunto, la cultura en el cuerpo de oficiales tiende a ser muy cautelosa y conservadora. Los militares también se enfrentan a dificultades en el reclutamiento y la retención de oficiales subalternos y suboficiales, debido a la competencia de salarios con el sector privado.
Debido a la herencia histórica con la China continental, una vez controlada, el ejército ha sido tradicionalmente la rama más importante de las Fuerzas Armadas de la República de China, aunque ha disminuido en los últimos años con la convicción de que es limitado el papel del ejército tradicional en la defensa contra una invasión de la República Popular China. Como resultado, los programas de modernización de los últimos años han resultado en la reorganización del ejército en unidades más pequeñas con un rápido despliegue de tropas móviles. Por la misma razón, se hace más hincapié en el desarrollo de la armada y la fuerza aérea, a fin de defenderse de los ataques en el estrecho de Taiwán, lejos de Taiwán propiamente dicho.

## Organización

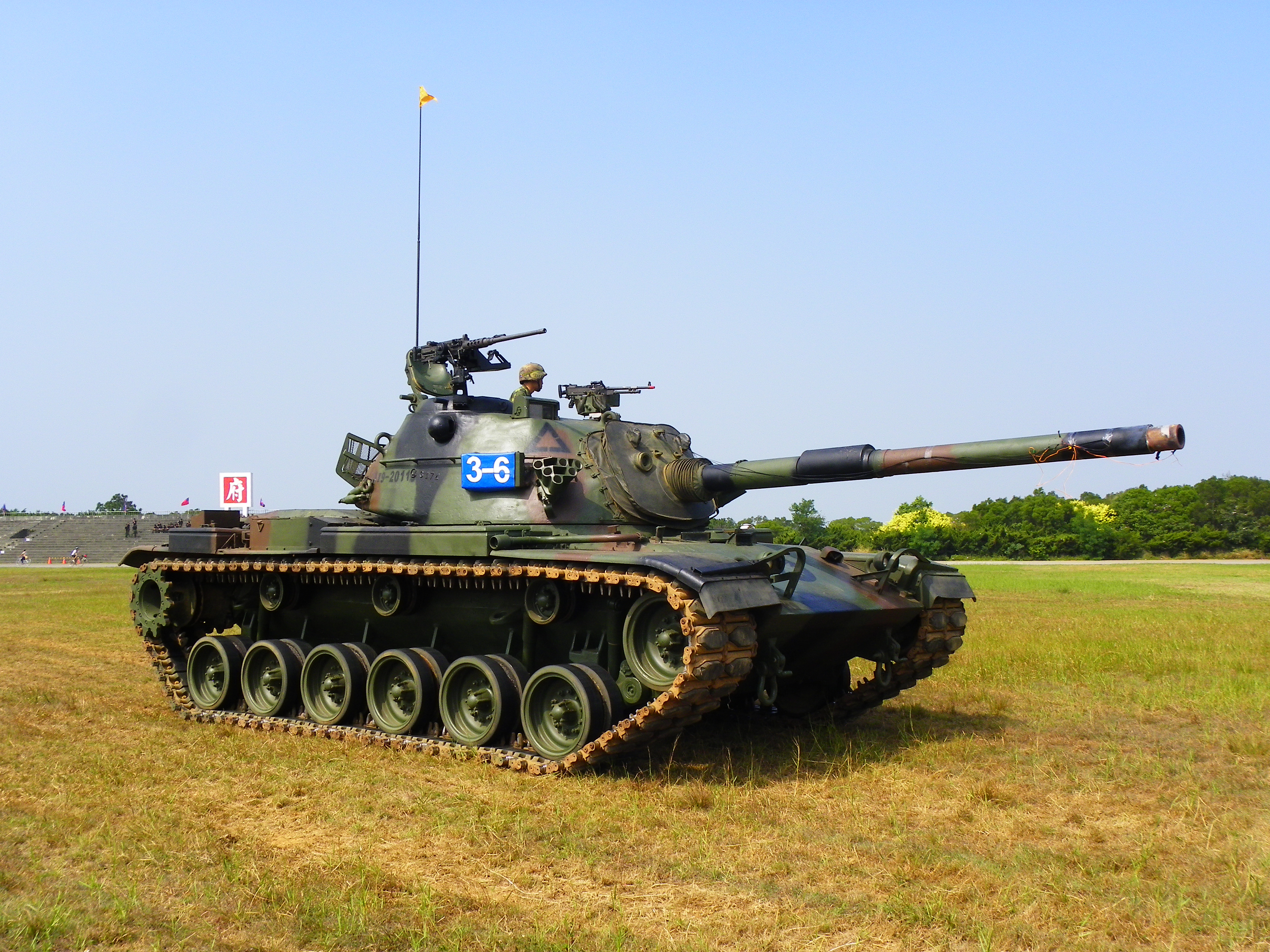
Ejército de la República de China

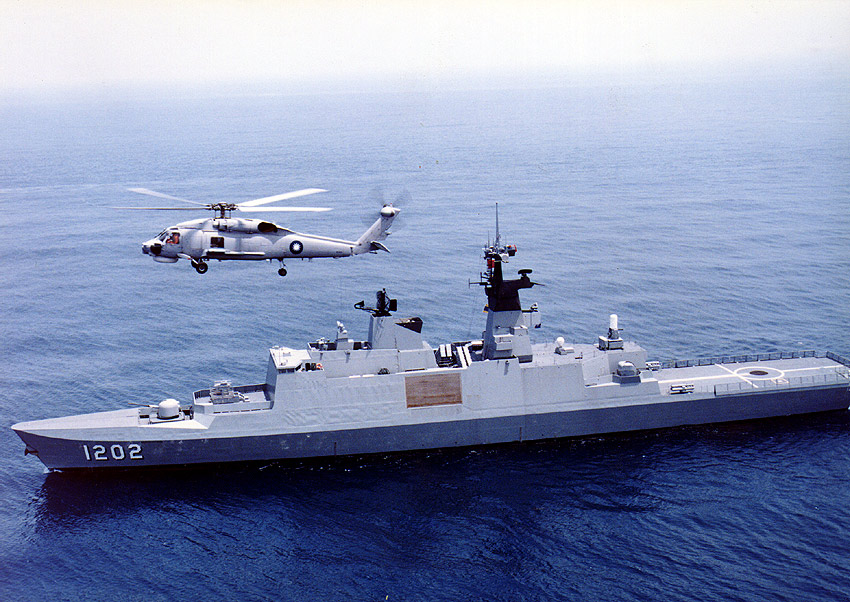
Armada de la República de China

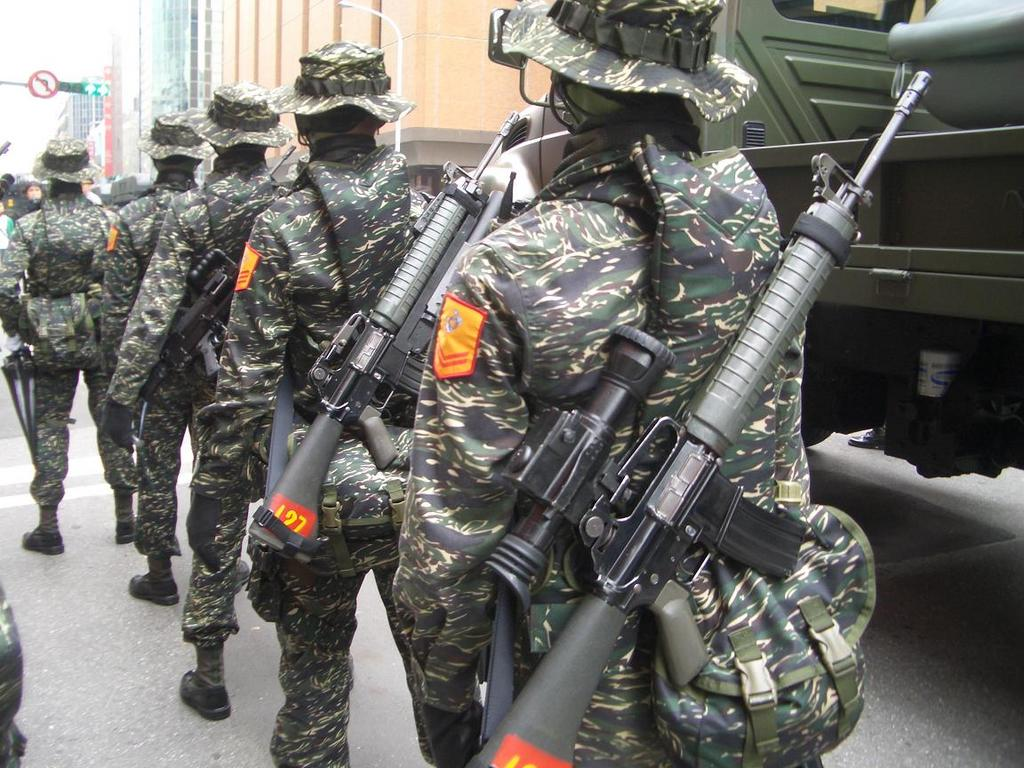
Cuerpo de Marines de la República de China

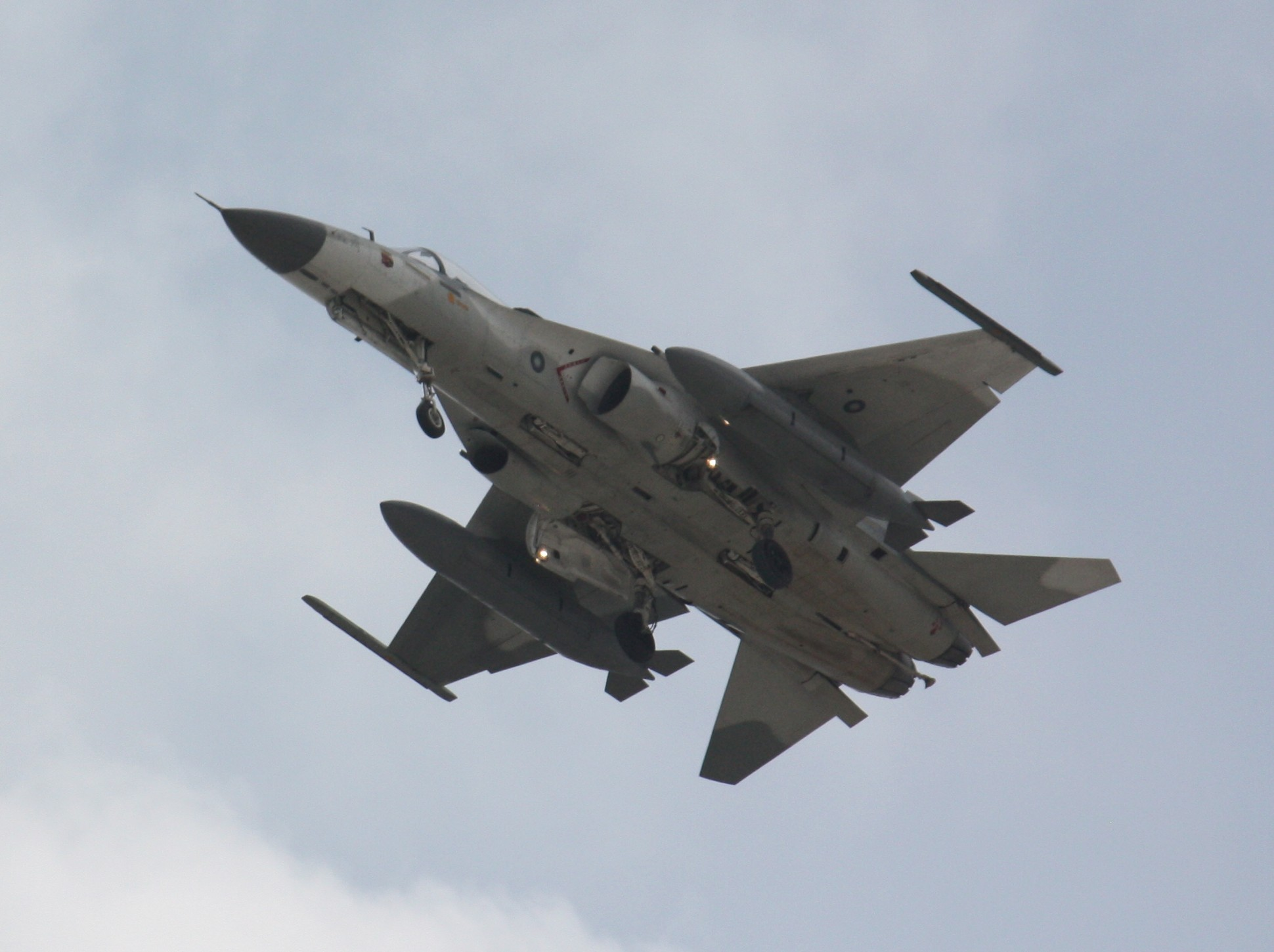
Fuerza Aérea de la República de China

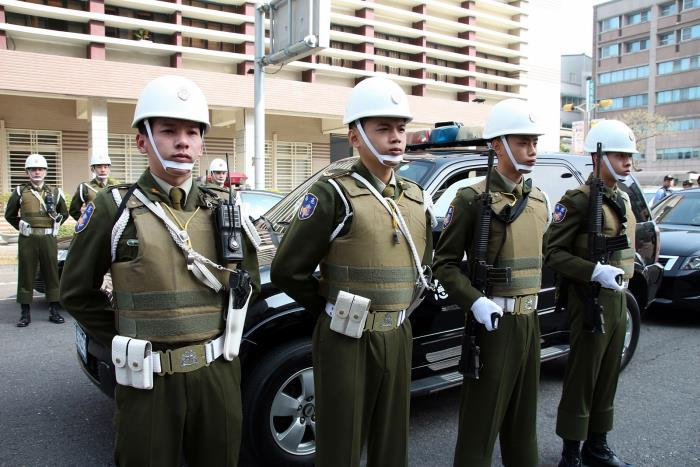
Policía Militar de la República de China

### Ramas militares y estructura
Los comandos de servicio siguientes son directamente subordinados al Estado Mayor General, encabezados por el Jefe de las Fuerzas Armadas, que responde al ministro de Defensa y al Presidente de la República de China:
- Ejército de la República de China (ERC)
- Armada de la República de China (ARC)
  - Cuerpo de Marines de la República de China (CMRC)
- Fuerza Aérea de la República de China (FARC)
- Policía Militar de la República de China (PMRC)

La Administración de Guardia Costera fue creada en 2001 por la policía y unidades militares y es administrada por el Yuan Ejecutivo bajo control civil, pero puede ser incorporada como una rama militar en condiciones de emergencia.

## Amenaza invasión
Una supuesta invasión china se cree que supondría un gran ataque por tierra, mar y aire. El desembarco anfibio sería ya de por sí una operación militar complicada y difícil, a lo que se une cruzar 150 km del estrecho de Taiwán, a menudo tormentoso y entre las peores aguas del mundo. Para llegar a Taiwán además China debe tomar o neutralizarse el archipiélago de Penghu, que se encuentra a 50 km de Taiwán y está fuertemente armado y fortificado. Se estima que solo la campaña de bombardeos iniciales causaría cientos de miles de bajas civiles.
El ataque chino consistiría en el empleo combinado de sus fuerzas:
- Empleando sus grandes buques anfibios (Tipo 71, Tipo 75, etc), buques medianos y LST se estima que al menos 8 brigadas de tropas anfibias podrían asaltar Taiwán. En caso de guerra se movilizarían también barcos civiles, tanto para mover tropas como para hacer de cebo a los misiles enemigos.
- Al menos 6 brigadas aerotransportadas podrían apoyar el asalto anfibio siendo lanzadas sobre objetivos clave.
- Desde el aire los cazas chinos tratarían de ganar el control del espacio aéreo sobre Taiwán. Simultáneamente bombarderos H-6 y aviones de ataque lanzarían misiles y bombas guiadas sobre objetivos estratégicos.
- Cientos de misiles atacarían puertos, bases aéreas, puentes y otros objetivos.
- China lanzaría ciberataques masivos e interferiría todo el espectro electromagnético.
- Tropas especiales podrían insertarse antes para vigilar el despuegue taiwanés y lanzar ataques contra objetivos estratégicos.

En caso de guerra esta empezaría con un aluvión de misiles de crucero, balísticos y navales impactando en las instalaciones militares, logísticas y puntos críticos de Taiwán. En la primera hora de guerra las instalaciones navales, aéreas y terrestres de Taiwán quedarían inservibles. El Ejército de Liberación Popular lanzaría después enjanbres de drones de combate para llevar a cabo misiones de Supresión de las Defensas Aéreas Enemigas y también neutralizar las defensas de la costa. Los aviones de ataque chinos serían a continuación capaces de hacer frente a cualquier amenaza aérea o terrestre que hubiera sobrevivido al ataque masivo inicial.
Para hacer frente a la invasión Taiwán ha lanzado una serie de programas. El objetivo es realista, no se espera detener una invasión pero si que su alto coste en vidas haga que China se lo piense mejor antes de lanzar un ataque. Se cree que los preparativos de invasión serían suficientemente claros entre 30 y 15 días antes del día D, dando tiempo a preparar la defensa.
- Construcción de hasta 8 submarinos para que la Marina de Taiwán pueda disuadir a los barcos enemigos.
- Compra de docenas de misiles antibuque para poder lanzar salvas contra una flota invasora, saturando sus defensas. Contempla la compra en EE. UU. de sistemas antibuque y el desarrollo local de misiles supersónicos Hsiung Feng III y subsónicos Hsiung Feng II para así contrarrestar a los buques de asalto anfibio de China. Numerosos puestos camuflados en la costa esperarían a la flota invasora.
- Compra de barcos pequeños y rápidos que puedan lanzar misiles o sembrar minas.
- Dotarse con armas que le permitan una defensa activa atacando objetivos en el continente o lejos del frente: misiles de crucero terrestres (LISM), misiles aire-tierra, drones, bombas de racimo, misiles antirradiación, etc. Esto haría posible atacar aeródromos, instalaciones de misiles, puertos y radares en China.
- Adquirir equipos de radar y de satélite para mejorar el conocimiento sobre el despliegue chino. Esto incluye mayor y mejor capacidad de espionaje dentro de China.
- Potenciar las fuerzas especiales para tener la capacidad de sabotear objetivos militares y económicos estratégicos en China.

La accidentada costa de Taiwán ofrece pocas playas que sean adecuadas para un gran desembarco. Además el terreno montañoso de la isla se cree está plagado de cuevas y túneles preparados para mantener a raya a los invasores y proporcionar cobertura a una guerrilla si China estableciera el control.
Si los chinos llegan a la costa la doctrina del ejército taiwanés dicta que los tanques, artillería, misiles antitanque, drones y helicópteros de ataque contraataquen a las tropas de invasión en cuanto estas desembarquen en las playas. Las playas, sus aguas cercanas y sus accesos terrestres se sembrarían de minas y obstáculos de todo tipo. Taiwán aprovecharía que las primeras oleadas de tropas chinas probablemente estarán ligeramente blindadas para lanzar sus blindados, pero la lucha no será fácil ya que se presume que las tropas chinas estarán bien equipadas con armas antitanque y antiaéreas. El camino hacia el interior estaría plagado de obstáculos y emboscadas. Se supone que cuando la guerra sea inminente Taiwán dispersará sus tanques y artillería por escondites cerca de la costa ya que el bombardeo devastador de los misiles balísticos chinos hará imposible el movimiento por carreteras.

## Compras y desarrollo de armas
Las adquisiciones en los próximos años harán hincapié en los equipos modernos C4ISR que mejorarán enormemente las comunicaciones y el intercambio de datos entre los servicios. Estas y otras adquisiciones previstas gradualmente deben cambiar el énfasis estratégico de la isla sobre la participación de las fuerzas de la República Popular China en una invasión sobre la isla. Es de esperar que esto sirva para reducir las bajas civiles y daños a la infraestructura en caso de conflicto armado.
Las fuerzas armadas de la República de China están equipadas con armas obtenidas principalmente de Estados Unidos; son ejemplos la adquisición de 150 cazas F-16A/B Block-20 MLU, 6 aviones de reconocimiento E-2 Hawkeye, fragatas clase Oliver Hazard Perry, 63 helicópteros de ataque AH-1 Cobra, 39 helicópteros OH-58 Kiowa y 3 baterías antimisiles Patriot PAC-II SAMs.
La República de China también adquirió dos submarinos clase Hai Lung de Holanda y 60 aviones de combate Mirage 2000-5Di/Ei de Francia junto con otras seis fragatas La Fayette francesas. La República de China también cuenta con cuatro detectores de minas de fabricación alemana que se compraron bajo el disfraz de uso civil.
En 2001, los Estados Unidos aprobaron la venta de una serie de sistemas de armas, incluyendo la venta de ocho submarinos diésel, seis baterías Patriot PAC-3 SAMs y 12 aviones de patrulla marítima P-3C Orion. Fuera de los puntos autorizados, la República de China tiene actualmente cuatro destructores Kidd-class, unidades M109A5, dos adicionales E-2C Hawkeye 2000 y nueve helicópteros de transporte pesado CH-47SD Chinook en servicio, y habiéndose adquirido 12 P-3C y baterías 3 PAC-3. No está claro cuándo el resto del equipo será suministrado. La entrega de los submarinos diésel, en particular, es dudoso, ya que los Estados Unidos no fabrican submarinos diésel.
El presupuesto militar para 2007 (aprobado 16 de junio) incluye fondos para la adquisición de 12 aviones de patrulla P-3C Orion, 66 cazas F-16 C/D Block 52, la actualización de la existentes baterías PAC-2 un PAC-3 estándar y un estudio de viabilidad para la adquisición de submarinos convencionales potencia ofrecida por la forma en EE. UU. en 2001.
En julio de 2007 se informó de que el Ejército de la República de China pediría la compra de 30 helicópteros de ataque AH-64D II Apache en el presupuesto de defensa de 2008. The United Daily News informó que hasta 90 helicópteros UH-60 Black Hawk también se ordenó sustituir los UH-1Hs en servicio activo.
En agosto, la República de China pidió 60
misiles AGM-84L Harpoon Block II, 2 unidades de control de orientación Harpoon, 30 contenedores Harpoon, 30 apéndices Harpoon aéreos de amplio lanzamiento, 50 kits de actualización de Harpoon AGM-84G a configuración AGM-84L y otros elementos relacionados con la logística y el apoyo del programa, el valor total es 125 millones de dólares. El gobierno de Estados Unidos indicó que la aprobación de la orden con notificación al Congreso de Estados Unidos de la posible venta.
A mediados de septiembre de 2007, el Pentágono notificó al Congreso norteamericano del pedido de los P-3C Orion, que incluyó 12 Orion, y tres "aviones de repuesto", junto con una orden de 144 misiles SM-2 Block IIIA. El valor total de los 12 P-3C Orion se estima en alrededor de 1,96 mil millones de dólares y 272 millones de dólares para los 144 misiles SM-2. El contrato fue adjudicado a Lockheed Martin para renovar los 12 aviones P-3C Orion de la República de China el 3 de marzo de 2009, con entregas a iniciar en 2012.
A mediados de noviembre de 2007, el Pentágono notificó al Congreso de EE. UU. sobre una posible venta para modernizar las actuales 3 baterías de misiles Patriot a la PAC-3 estándar. El valor total de la actualización podría ser tanto como 939 millones de dólares. Hasta ahora 1 batería había terminado la actualización y enviado de vuelta a la República de China, mientras que el contrato para modernizar la segunda batería se había anunciado.
El gobierno de EE. UU. anunció el 3 de octubre que tenía previsto vender 6,5 mil millones dólares de dólares en armas a la República de China poner fin a la congelación de las ventas de armas a la República de China. Los planes incluyen 2,5 billones de dólares por valor de 30 helicópteros de ataque AH-64D Block III Apache Longbow con sensores de visión nocturna, radares, 174 Stinger Block I aire-aire y misiles AGM 1000-114L misiles Hellfire. Además se incluye la venta de misiles PAC-3 (330), 4 baterías de misiles, equipos de radar, las estaciones de tierra y otro equipo valorado en 3,1 mil millones de dólares. 4 E-2T actualización aviones E-2C Hawkeye de 2000 también se incluirá un valor de hasta 250 millones de dólares. 200 millones de dólares de sub lanzó misiles Harpoon Block II (32) también estará disponible para la venta, por valor de 334 millones dólares de repuestos de aeronaves diferentes y 182 misiles Javelin, con 20 lanzadores de comandos Javelin.
Sin embargo, no incluyó en la venta de armas eran los nuevos cazas F-16 C / D, el estudio de viabilidad para submarinos diésel-eléctricos o helicópteros UH-60, Halcón Negro. La Casa Blanca ha rechazado vender 66 cazas F-16C/D toda vez que el Comando del Pacífico de Estados Unidos no ha visto la necesidad de vender armas avanzadas a la República de China.
El ejército también ha destacado la "autosuficiencia", militar, lo que ha llevado al crecimiento de la producción militar indígena, la producción de artículos como el ROC's Caza de Defensa Autóctono, the RT-2000 M270 MLRS, CM-32 Yunpao, el Sky Bow I y Sky Bow II SAMs y la serie Hsiung Feng II de misiles antibuque. Los esfuerzos de la República de China para comprar armamento han recibido oposición constante por parte de la República Popular China. La República Popular China también ha tratado constantemente de bloquear la cooperación entre los militares de la República de China y los de otros países.
El 29 de enero de 2010, el gobierno de los EE. UU. anunció 5 notificaciones Congreso de los EE. UU. para la venta de armas a la República de China, 2 de cazadores de minas clase Osprey por 105 millones de dólares, 25 Link 16 terminales de los buques por 340 millones, 10 buques y 2 de aire lanzó Arpón L / II de 37 millones, 60 UH-60M y otras cosas relacionadas por 3,1 mil millones, 3 baterías PAC-3 con 26 lanzadores y 114 misiles PAC-3 de 2,81 mil millones de dólares. Un total de 6.392 mil millones de dólares.

## Reformas y desarrollo

### El control civil de los militares
Las actuales fuerzas militares de la RDC se inspiran en los sistemas militares occidentales, la mayoría de los militares de EE. UU. Internamente, tiene un poder muy fuerte la guerra política o de servicio que bien controla y supervisa todos los niveles de los militares República de China, y se reporta directamente al cuartel general de los militares de la República de China, y si es necesario, directamente al Presidente de la República de China. Se trata de una transferencia desde la época pre-1949, que el KMT y su ejército fueron penetrados por agentes comunistas en varias ocasiones y conducir a las unidades de primera línea de desertar a la China comunista. Para reforzar su control sobre las fuerzas armadas y evitar la deserción masiva después se retiró a Taiwán en 1949, CKS y CCK empleados estricto control militar, mediante la instalación de los funcionarios políticos y los comisionados hasta el nivel de la empresa, a fin de garantizar la corrección política en el ejército y la lealtad República de China hacia el liderazgo. Esto dio a los funcionarios políticos / comisionados una gran cantidad de energía, lo que les permite anular al comandante de la unidad y hacerse cargo de ella. Solo en los últimos años el departamento de guerra redujo su poder político dentro de los militares, debido a los recortes.
Dos leyes de reforma de la defensa en práctica en 2002 concedió el ministro de Defensa civil control para todo el periodo militar y mayor autoridad de supervisión legislativa por primera vez en la historia. En el pasado las fuerzas armadas de la República de China estaban estrechamente relacionadas y controladas por el Kuomintang (Partido Nacionalista). A raíz de la democratización de la década de 1990 los militares se han desplazado a una posición políticamente neutral, aunque los oficiales de alto rango siguen siendo dominados por los miembros del KMT.

### Doctrina y ejercicios

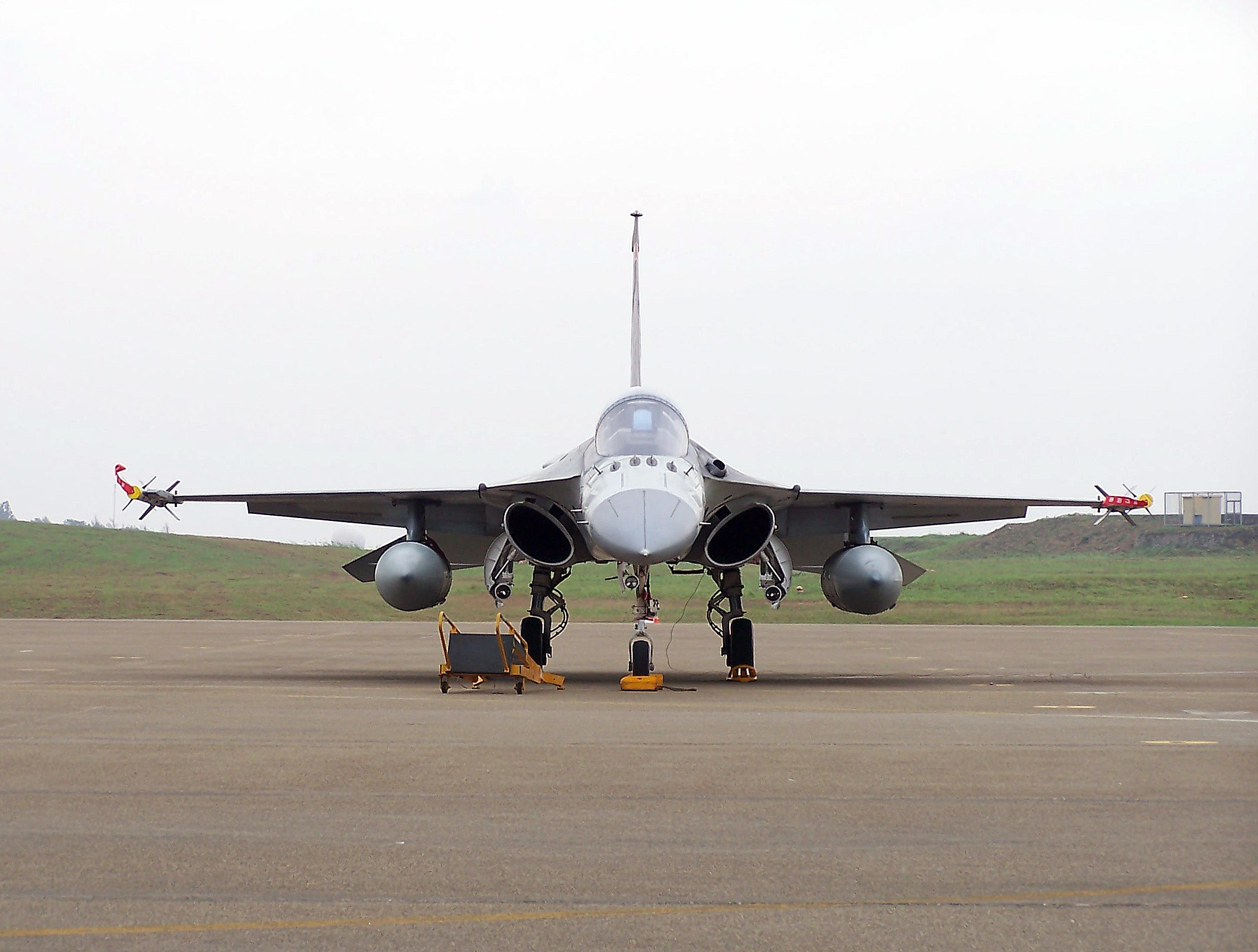
ROCAF AIDC F-CK-1 Ching-kuo

El objetivo principal de las Fuerzas Armadas de la República de China es proporcionar un elemento de disuasión creíble contra acciones hostiles mediante el establecimiento de eficaces capacidades de defensa y contraataque. Si las hostilidades se producen, los actuales centros de la doctrina de la República de China militares en el principio de "participación en alta mar", donde el objetivo principal de las fuerzas armadas en cualquier conflicto con la República Popular China sería mantener la mayor cantidad de combates fuera de Taiwán adecuado para el mayor tiempo posible para minimizar los daños a la infraestructura y las víctimas civiles. El ejército también ha comenzado a tomar la amenaza de un ataque repentino "descabezamiento" de la República Popular China en serio. En consecuencia, estos acontecimientos han visto un creciente énfasis en el papel de la Armada y la Fuerza Aérea (donde el ejército había dominado tradicionalmente), así como el desarrollo de las fuerzas de reacción rápida y la rápida movilización de fuerzas de reserva local.
Anualmente, los militares de la República de China realizan plenamente ejercicios llamados "Han Kuang", que a veces pueden incluir todas las ramas de las fuerzas armadas a participar en uno o dos ejercicios específicos, que muestran los medios de comunicación taiwaneses las diversas armas que han adquirido y dar presentaciones especiales del ejército, Armada y Fuerza Aérea. "Han Kuang" ejercicios se celebran en Taiwán, principalmente en las principales áreas de invasión se esperaba. En 2007 hubo un ejercicio de simulación de un contraataque del ejército contra las fuerzas del EPL que han capturado Taichung Puerto. Un ejercicio de simulación de la fuerza aérea que las bases aéreas en Taiwán han sido destruidas y están obligados a utilizar una autopista como una pista de aterrizaje. ROCN (Armada) ejercicio en el que una fuerza de invasión se dirige hacia Taiwán, destructores, fragatas y barcos de ataque son llamados a disparar misiles y ataques contra blancos maniquí.
Una serie de simulaciones por ordenador realizadas por el Ministerio de Defensa Nacional de la República de China en 2004 predijo que, en el caso de una invasión a gran escala por la República Popular China, Taipéi tomaría más de tres semanas en el otoño. También demostró que la Fuerza Aérea de la República de China sería eliminado por día acerca de la quinta. Sin embargo, los resultados de las simulaciones indican que la República Popular China podría perder cerca de dos tercios de todas sus fuerzas militares en el proceso. Los resultados de la simulación son objeto de acalorados debates, ya que se produjo en un momento en que el Yuan Legislativo estaba debatiendo uno de los mayores paquetes de adquisición de armas en los últimos años.[cita requerida] Pero, por supuesto, la verdadera razón del fracaso de la Fuerza Aérea y Armada de la República de China en el quinto día del ejercicio se debe al ejercicio era de sólo 5 días de duración en la semana de trabajo, que se fijó el ejercicio de esa manera y requiere la República de China la Fuerza Aérea y Armada de la República de China unidades haber desaparecido en la segunda mitad del ejercicio, o la fuerza de invasión del EPL no sería capaz de ser puesta en juego, y las unidades del Ejército de la República de China y los generales que nada tienen que ver en absoluto en 5 largos días de ejercicio de simulación por ordenador.

## Cooperación exterior

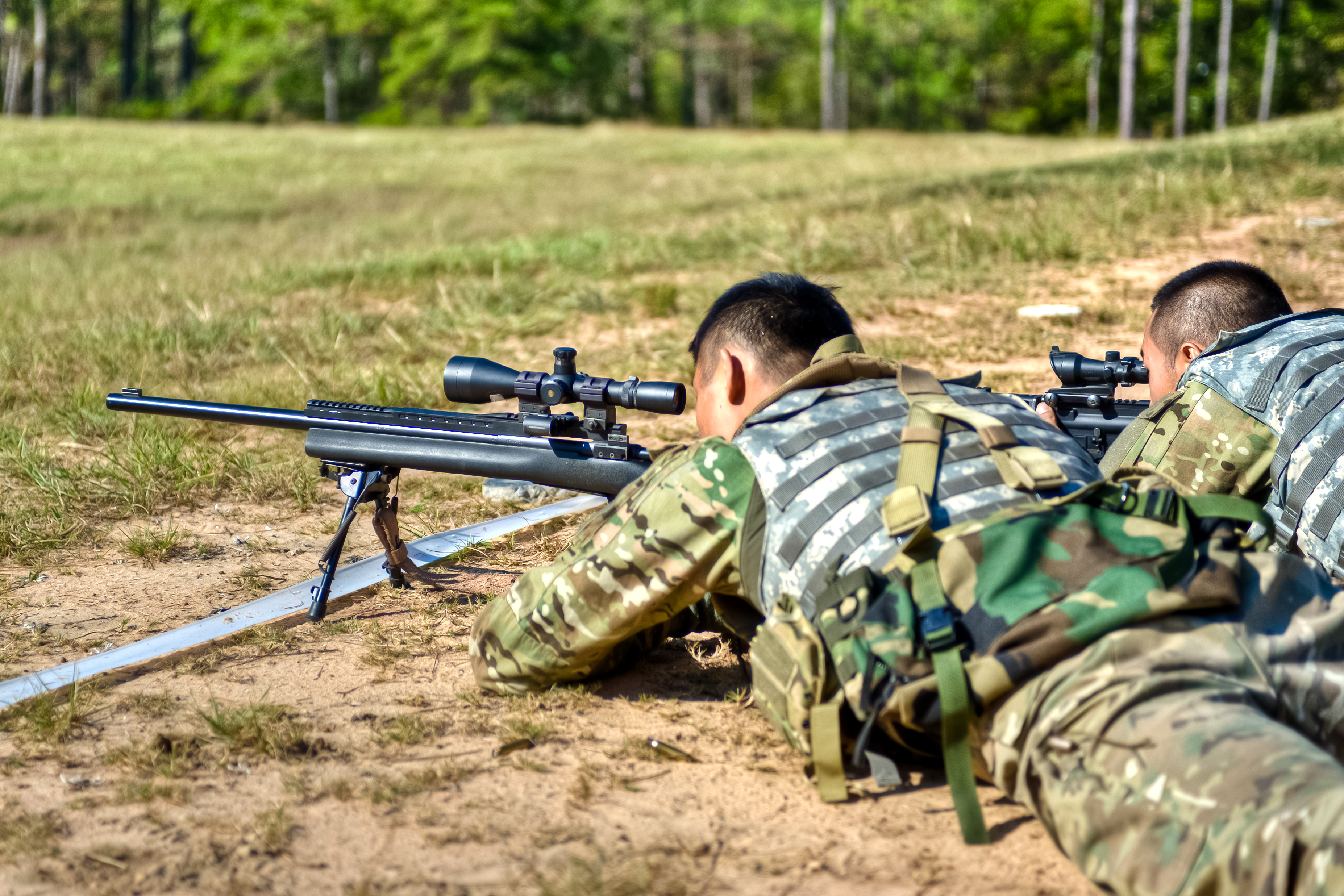
Un francotirador del ejército taiwanés, a la izquierda, dispara a los objetivos mientras su observador, a la derecha, le proporciona las distancias correctas durante la Competencia Internacional de Francotiradores en Selby Hill, Fort Benning, Georgia, en 2010.

### Japón
Mientras que algunos informes han indicado la presencia de personal retirado de las Fuerzas de Autodefensa de Japón (FAJ) como asesores[cita requerida], no existe una cooperación oficial entre la República de China y militar de las Fuerzas de Autodefensa. Se cree que cualquier intervención japonesa en una cruz de los conflictos Estrecho sería mucho depende de la respuesta de EE. UU., debido a las fuerzas norteamericanas más cercanas en la región se basa en el Japón y la Tratado de Cooperación Mutua y Seguridad entre los Estados Unidos y Japón.

### Singapur
A partir de 1975, Singapur, ha enviado unidades de su ejército para entrenar en Taiwán debido a la falta de espacio en la ciudad-Estado en el marco del programa de formación Starlight(星光計畫). El entrenamiento de las fuerzas de Singapur en Taiwán eran aproximadamente 3000 a partir de 2005. A partir de 2008, Singapur es el único país extranjero en mantener bases militares permanentes en Taiwán.
Singapur es una isla rodeada por los países más grandes encontró similitud con Taiwán, lo que podría haber contribuido a su idoneidad como un campo de entrenamiento. Sin embargo, esto se convirtió en un punto de conflicto entre Singapur y Pekín.
Pekín exigió la retirada de las tropas y se ofreció a proporcionar otro campo de entrenamiento en la isla de Hainan. Singapur rechazó la oferta, que ha declarado que retiraría sus fuerzas y no tomar parte en cualquier confrontación.

### Estados Unidos
La colaboración entre los militares de la República de China y EE. UU. comenzaron durante la Segunda Guerra Mundial, cuando ambas naciones son miembros de la fuerzas aliadas, y continuó a través de la guerra civil china cuando las fuerzas de la República de China fueron suministrados principalmente por los EE. UU. hasta la evacuación final de las fuerzas de la República de China a Taiwán en 1949. Inicialmente los EE. UU. espera que el gobierno de la República de China a caer y retiró su apoyo hasta el estallido de la guerra de Corea, cuando la 7.ª Flota de EE. UU. se ordenó a la del Estrecho de Taiwán, tanto para proteger a Taiwán de un ataque de la República Popular China, y detener las acciones contra la República de China. Un pacto formal de seguridad entre la República de China y EE. UU. fue firmado en 1954 establece una alianza formal que duró hasta el reconocimiento por EE. UU. de la República Popular China en 1979. Durante este período, los asesores militares de EE. UU. fueron desplegados en la República de China y ejercicios conjuntos eran comunes. El United States Taiwan Defense Command se estableció en las Filipinas para el refuerzo del espacio aéreo de Taiwán. Los EE. UU. y la República de China también colaboraron en las operaciones de la inteligencia humana y electrónica dirigida contra la República Popular China. Unidades de la República de China también participó en la guerra de Corea y la guerra de Vietnam en las capacidades de combate, principalmente debido a la insistencia de los Estados Unidos que se ocupa de que los roles de alto perfil para las fuerzas de la República de China en estos conflictos llevaría a plena intervención a gran escala de la República Popular China.
La cooperación de alto nivel concluyó con el reconocimiento de EE. UU. de la República Popular China en 1979, cuando se retiraron todas las fuerzas de EE. UU. en Taiwán. Los EE. UU. continuó suministrando la República de China con la venta de armas por el Taiwan Relations Act, aunque en un papel menos importante. Mientras que los pilotos ROCAF continuó entrenando en Luke AFB en Arizona, la cooperación es aún limitada principalmente a contratistas civiles.
En los últimos años, los militares de la República de China han comenzado de nuevo la cooperación de alto nivel con el Ejército de los EE. UU. después de más de dos décadas de relativo aislamiento. Los oficiales superiores del Comando del Pacífico de Estados Unidos también mejoraron su posición de enlace militar en Taipéi desde una posición de poder de los oficiales retirados contratados en virtud de un contrato a uno en poder de un oficial en servicio activo del mismo año. Los EE. UU. mantiene su compromiso de proteger a Taiwán de un ataque, aunque no se si la República de China fueron a declarar la independencia formal primero - Washington ha declarado que no va a volver como una declaración de apoyo militar.

## Desfiles militares
La República de China celebró su primera parada militar el 10 de octubre de 2007 para las celebraciones del Día Nacional desde 1991. Anteriormente no se llevaron a cabo desfiles cuando el gobierno trató de aliviar la tensión entre la República de China y la República Popular China y tratar de promover la paz, sin embargo desde entonces el equilibrio militar comenzó a favor de Pekín, el gobierno de la República de China ha estado bajo presión para disuadir a la China comunista. El desfile militar fue diseñado para actuar como un disuasivo para Beijing.
El desfile dio a conocer los misiles antibuques supersónicos Hsiung Feng III, misiles superficie-aire Sky Bow III y algunos UAVs Chung Shyang II exclusivos de la RC. Sin embargo, el esperado estreno de los misiles tierra-tierra Hsiung Feng IIE, que podrían atacar Shanghái no se dieron a conocer, ya que el ministro de Defensa declaró que todavía estaba en fase de desarrollo. Aviación militar incluyendo los F-16 A/Bs y F-5s de fabricación norteamericana, Mirage 2000-5 de fabricación francesa y cazas de defensa autóctonos de producción propia volaron en formación sobre el área del desfile. Helicópteros de fabricación norteamericana AH-1W Super Cobras, CH-47 Chinooks, UH-1, S-70C y E-2 Hawkeye versión "K", y también los aviones S-2 Tracker y C-130 Hercules pasaron en vuelo. Entonces los cadetes ocuparon la zona principal y marcharon en distintas formaciones realizando piruetas con sus fusiles. A continuación unos cincuenta miembros de la Policía Militar conducían sus motos Harley-Davidson. Desfilaron los nuevos transportes blindados de personal CM-32, vehículos de asalto anfibio AAVP7, los HUMVEE equipados con misiles anti-carro de segunda generación BGM-71 TOW y FGM-148 Javelin, vehículos de misiles tierra-aire Avengers, vehículos de misiles tierra-aire M48 Chaparral equipados con misiles Sky Sword I y otros vehículos variados. Se mostraron lanzadores de misiles Sky Bow I, Sky Bow II y Sky Bow III, misiles PATRIOT y Hsiung Feng II & Hsiung Feng III. Mientras tanto, los infantes de marina de Taiwán, las fuerzas especiales del ejército y unidades de lucha contra el terrorismo montaban en los vehículos con armamento nuevo como el fusil T-91 de fabricación propia, M4A1 personalizados y M16 con accesorios y los recién adquiridos MP5.[cita requerida]

## Grados militares
La estructura de los rangos militares, sigue el modelo de las Fuerzas Armadas de los Estados Unidos. Téngase en cuenta que los títulos de cada rango son los mismos en chino para las cuatro ramas militares. Se adjuntan asimismo los rangos correspondientes en inglés.
| Código de la OTAN | Nombre en chino | Ejército / Infantería de Marina / PM | Armada              | Fuerza Aérea     |
| ----------------- | --------------- | ------------------------------------ | ------------------- | ---------------- |
| OF-9              | 一級上将        | General de Ejército                  | Almirante General   | Coronel General  |
| OF-9              | 二級上將        | General de Cuerpo de Ejército        | Almirante           | General del aire |
| OF-8              | 中將            | General de División                  | Vicealmirante       | Teniente General |
| OF-7              | 少將            | General de Brigada                   | Contralmirante      | Mayor General    |
| OF-5              | 上校            | Coronel                              | Capitán             | Coronel          |
| OF-4              | 中校            | Teniente coronel                     | Comandante          | Teniente coronel |
| OF-3              | 少校            | Mayor                                | Capitán de Corbeta  | Mayor            |
| OF-2              | 上尉            | Capitán                              | Teniente            | Capitán          |
| OF-1              | 中尉            | Teniente Primero                     | Teniente de Fragata | Teniente Primero |
| OF-1              | 少尉            | Teniente Segundo                     | Alférez             | Teniente Segundo |
| OF-1              | 尉              | Subteniente                          | Guardiamarina       | Subteniente      |

| Código de la OTAN | Nombre en chino | Ejército / Infantería de Marina / PM | Armada              | Fuerza Aérea                |
| ----------------- | --------------- | ------------------------------------ | ------------------- | --------------------------- |
| OR-9              | 一等士官長      | Sargento Mayor                       | Suboficial mayor    | Sargento maestre supervisor |
| OR-8              | 二等士官長      | Sargento maestre                     | Suboficial          | Sargento maestre mayor      |
| OR-7              | 三等士官長      | Sargento de Primera Clase            | Sargento            | Sargento maestre            |
| OR-6              | 上士            | Sargento primero                     | Oficial del Mar     | Sargento Técnico            |
| OR-5              | 中士            | Sargento                             | Cabo Primero        | Sargento                    |
| OR-4              | 下士            | Cabo                                 | Cabo                | Aviador mayor               |
| OR-3              | 上等兵          | Soldado de primera                   | Marinero de primera | Aviador de primera clase    |
| OR-2              | 一等兵          | Soldado                              | Marinero            | Aviador                     |
| OR-1              | 二等兵          | Dragoneante                          | Marinero raso       | Aviador básico              |

## Principales despliegues, conflictos e incidentes

### 1912–1949: Etapa del Ejército Nacional Revolucionario
- Expedición del Norte: 1926–1928

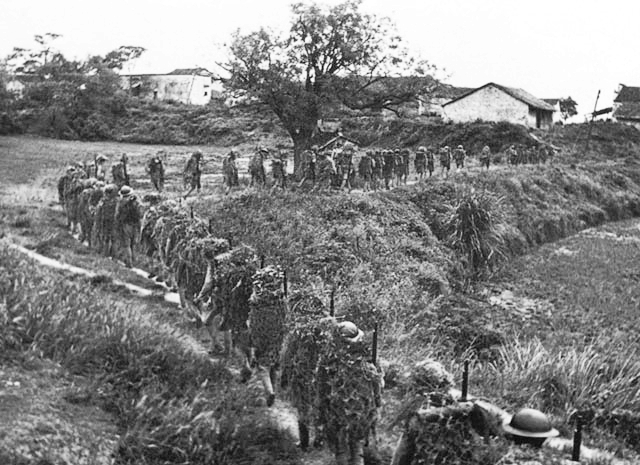
Soldados de la RC marchando hacia la línea del frente en 1939

- Guerra de las Planicies Centrales: mayo 1930 – 4 de noviembre de 1930
- Primera Insurrección Comunista/Purga: 1927–1937
  - Revuelta de Nanchang: 1927
  - Alzamiento de la Cosecha de Otoño: 1927
  - Incidente de Xi'an: 12 de diciembre de 1936
- Segunda guerra sino-japonesa/Segunda Guerra Mundial: 1937–1945
  - Incidente del Puente de Marco Polo: 7 de julio de 1937
  - Batalla de Shanghái: 13 de agosto - 9 de noviembre de 1937
  - Batalla de Nankín: octubre-diciembre de 1937
  - Batalla de Taierzhuang: 24 de marzo - 7 de abril de 1938
  - Primera Batalla de Changsha: 17 de septiembre – 6 de octubre de 1939
  - Segunda Batalla de Changsha: 6 de septiembre – 8 de octubre de 1941
  - Tercera Batalla de Changsha: 24 de diciembre de 1941 – 15 de enero de 1942
  - Operación Chungking: 1942–1943
  - Batalla de Changsha (1944): junio 1944 – abril 1945
- Guerra civil china: 1946–1950
  - Nuevo Incidente del Cuarto Ejército: 1940
- Incidente del 28 de febrero: 28 de febrero - marzo 1947

### 1949–Presente
- Batalla de Kuningtou]: 25 octubre-28 de octubre de 1949
- Batalla de la Isla Dengbu: 3 a 5 de noviembre de 1949
- Operación de desembarco en la Isla Hainan: 5 de marzo - 1 de mayo de 1950
- Primera Batalla de la Isla Dadan: 26 de julio de 1950
- Guerra de Corea: 1950-1953, las incursiones transfronterizas en el suroeste de China desde Birmania. [cita requerida]
- Batalla de la Isla Nanri: 11 a 15 de abril de 1952
- Campaña de la Isla Dongshan: 15 de julio de 1953
- Primera Crisis del Estrecho de Taiwán: agosto 1954 hasta mayo de 1955
  - Batalla de Yijiangshan: 18 de enero de 1955
  - Evacuación de las Islas Dachen: 7 a 11 de febrero de 1955
- Segunda Crisis del Estrecho de Taiwán: 23 de agosto - principios de octubre de 1958
  - Segunda Batalla de la Isla Dadan: 26 de agosto de 1958
- Guerra de Vietnam: 1960, despliegue de pequeños grupos de tropas de la República de China disfrazados de lugareños, transporte, y asistencia técnica. No se publicitó para evitar la participación de la República Popular China.[30]
- Batalla de Dong-Yin: 1 de mayo de 1965
- Batalla de Wuchow: 13 a 14 de noviembre de 1965
- Guerra Civil de Yemen: 1979 a 1985: los pilotos de más de 80 F-5E, más personal de tierra enviado a Yemen del Norte para reforzar su defensa aérea, en apoyo de los EE.UU[33]
- Tercera Crisis del Estrecho de Taiwán: 21 de julio de 1995 – 23 de marzo de 1996
- Ayuda humanitaria al tsunami del sudeste asiático: enero de 2005

## Programa de armas nucleares
El desarrollo de las armas nucleares de la República de China ha sido un tema polémico, ya que ha sido citado por la República Popular China como una razón para atacar a Taiwán. Los EE. UU., con la esperanza de evitar la escalada de las tensiones en el estrecho de Taiwán, no ha permitido armarse con armas nucleares a la República de China. En consecuencia y aunque no es miembro de Naciones Unidas la República de China se adhiere a los principios del Tratado de No Proliferación Nuclear y ha declarado que no tiene intención de producir armas nucleares. La investigación nuclear en el pasado por la República de China la sitúan en el "umbral" de estado nuclear.
En 1967, se inició un programa de armas nucleares bajo los auspicios del Instituto de Investigación de Energía Nuclear (IIEN) en el Instituto Chungshan de Ciencia y Tecnología. La República de China fue capaz de adquirir tecnología nuclear desde el extranjero (incluyendo un reactor de investigación de Canadá y plutonio de bajo grado de Estados Unidos), presuntamente para un programa de energía civil, pero en realidad para desarrollar combustible para armas nucleares.
Después de que el Organismo Internacional de Energía Atómica encontró evidencias de los esfuerzos de la República de China para producir plutonio en pureza apta para armas, Taipéi acordó en septiembre de 1976 bajo presión de EE. UU. desmantelar su programa de armas nucleares. Aunque el reactor nuclear fue cerrado y el plutonio en su mayoría se devolvió a los EE. UU., continuó trabajando en secreto.
Se descubrió un programa secreto cuando el coronel Chang Hsien-yi, subdirector de investigación nuclear en el INER, que trabajaba en secreto para la CIA desertó a los EE. UU. en diciembre de 1987 y aportó documentos incriminatorios. El general Hau Pei-tsun afirmó que los científicos de Taiwán ya habían producido una reacción nuclear controlada. Bajo presión de los EE. UU., se detuvo el programa.
Durante la Crisis del Estrecho de Taiwán de 1995-1996 el entonces presidente de la República de China Lee Teng-hui propuso reactivar el programa, pero fue obligado a recular debido a fuertes críticas.